# Ligne Poblenou - UAB
La ligne Poblenou - UAB est un projet de ligne de chemin de fer du PDI 2009-2018 qui pourrait être de nature indépendante ou constituer un second prolongement de la ligne 8 du métro de Barcelone reliant la ligne Llobregat - Anoia et la ligne Barcelone - Vallès.  
Celui-ci aurait une longueur de 14,4 km et avec 8 stations reliant Bac de Roda (L2), La Sagrera (L1, L4, L5, L9, L10 et R3 et R4 des Rodalies de Catalogne), Maragall (L4 et L5), Mundet (L3), Cerdanyola Universitat (R7 et R8) et UAB (FGC).